# Браун, Рэб
Роберт "Рэб" Браун (англ. Robert «Reb» Brown) — американский актёр. Известен по роли Капитана Америки в фильме «Слишком скорая смерть».

## Биография и карьера
Рэб Браун родился 29 апреля 1948 года в Лос-Анджелесе, штат Калифорния, США. Учился в Temple City High School, а затем в Университете Южной Калифорнии, где вплоть до 1967 года играл в футбол в качестве защитника. В кино дебютировал в 1973 году. В 1979 году исполнил главные роли в фильмах «Капитан Америка» и его сиквеле. Сразу после выхода второй части Рэб Браун женился на актрисе Сисси Кэмерон.
В 80-х годах актёр снимался в главных ролях в боевиках «Атака коммандос», «Редкая отвага», «Робот Войны», «Мятеж в космосе» и фильме ужасов «Вой 2». Также, большую известность Браун приобрёл после выхода научно-фантастического боевика «Йор, охотник будущего», который сразу приобрёл статус культового. За главную роль в этом фильме Рэб Браун номинировался на антипремию «Золотая малина» в 1984 году в категории «худшая новая звезда».
Помимо съёмок в боевиках, Браун появлялся в серьёзных драматических фильмах, таких как «Смерть солдата», в котором он сыграл Эдварда Леонского, американского солдата, который во время Второй мировой войны совершил убийство трёх женщин в Австралии и был приговорён к смертной казни. За эту роль он был номинирован на австралийскую премию AACTA.
В конце 1990-х актёр перестал сниматься в кино и на телевидении, кратковременно возвращался к ремеслу в 2012 и 2016 годах , снявшись в фильмах «Night Claws» и «Surge of Power: Revenge of the Sequel», после чего оставил актёрскую карьеру.

## Награды и номинации
Рэб Браун — номинант премии «Золотая малина» 1984 года за фильм «Йор, охотник будущего». Был номинирован на Премию Австралийской академии кинематографа и телевидения за лучшую мужскую роль за фильм «Смерть солдата».

## Фильмография
| Год       |   | Русское название                | Оригинальное название              | Роль                           |
| --------- | - | ------------------------------- | ---------------------------------- | ------------------------------ |
| 1973      | ф | SSSSSSS                         | SSSSSSS                            | Стив Рэндалл                   |
| 1973—1974 | с | Доктор Маркус Уэлби             | Marcus Welby, M.D.                 | Кен Норрис / автоматчик        |
| 1975      | с | Досье детектива Рокфорда        | The Rockford Files                 | телохранитель                  |
| 1978      | ф | Большая среда                   | Big Wednesday                      | вышибала                       |
| 1979      | ф | Жесткач                         | Hardcore                           | менеджер в секс-шопе           |
| 1979      | ф | Капитан Америка 2               | Captain America II: Death Too Soon | Стив Роджерс / Капитан Америка |
| 1979      | с | Трое — это компания             | Three's Company                    | Элмо Хакер                     |
| 1981      | с | Лодка любви                     | The Love Boat                      | Карл Уильямс                   |
| 1982      | ф | Меч и колдун                    | The Sword And The Sorcerer         | Филлип                         |
| 1983      | ф | Йор, охотник будущего           | Yor, the Hunter from the Future    | Йор                            |
| 1983      | ф | Редкая отвага                   | Uncommon Valor                     | Бластер                        |
| 1985      | ф | Вой 2                           | Howling II                         | Бен Уайт                       |
| 1986      | ф | Смерть солдата                  | Death of a Soldier                 | рядовой Эдвардж Дж. Леонский   |
| 1987      | с | Полиция Майами                  | Miami Vice                         | байкер-викинг Рэб Густафсон    |
| 1987      | ф | Атака коммандос                 | Strike Commando                    | сержант Майкл Рэнсом           |
| 1988      | ф | Робот Войны                     | Robowar - Robot da guerra          | майор Мёрфи Блэк               |
| 1988      | ф | Мятеж в космосе                 | Space Mutiny                       | пилот Дэйв Райдер              |
| 1991      | ф | Полёт «Интрудера»               | Flight of the Intruder             | Air Boss                       |
| 1995      | с | Удивительные странствия Геракла | Hercules: The Legendary Journeys   | воин-призрак Яртон             |